# ALBUM (음반)
《ALBUM》(일본어: アルバム, 앨범)은 마쓰토야 유미의 베스트 앨범이다. 1977년 12월 25일에 도시바 EMI에서 발매되었다. 1981년 5월 5일에 재발매되었지만, 모두 LP판일뿐 CD판으로는 나오지 않았다.

## 해설
가수 이름이 아라이 유미 & 마쓰토야 유미로 발매되었다. 결혼 이후에는 그다지 표면화된 활동이 없었던 1977년인데다, 유밍 본인은 앨범을 낼 생각이 없었지만 레코드 회사의 부탁으로 이 베스트 앨범을 발매했다. 물론 본인이 원하던 바도 아니었고, 베스트 앨범치고는 판매량도 부진했던 것 또한 나중에 유밍이 이 앨범을 두고 ‘최대의 오점’이라고 지적하는 이유가 되었다. 게다가 앨범 자켓 디자인도 흰 라벨의 샘플판을 그대로 차용한 것이다. 그러나 유밍의 기분과는 달리 팬들 사이에서 이 앨범은 오리지널 앨범에 수록되지 않은 1977년의 싱글 곡 4곡을 모두 수록한 유일한 앨범으로 귀중하게 다뤄진다. 판권 사정 등으로 CD로 발매되지는 않아 지금은 폐반상태지만, 나중에 알파 레코드 기획으로 남발된 베스트 앨범과는 달리 지금도 레코드 제작사의 비매품 음반으로 꼽을 수 있을 정도인 공인 베스트 앨범이다.

## 수록곡

### Side A
1. 먼 여행길遠い旅路
싱글 〈먼 여행길〉에서.
2. 주오 프리웨이中央フリーウェイ
앨범 《열네 번째 달》에서.
3. Goodluck and Goodbyeグッド・ラック・アンド・グッドバイ
앨범 《열네 번째 달》에서.
4. 흐린 하늘曇り空
앨범 《비행기구름》에서.
5. 네비게이터ナビゲイター
싱글 〈먼 여행길〉에서.

### Side B
1. 졸업사진卒業写真
앨범 《COBALT HOUR》에서.
2. 바다를 보고있던 오후海を見ていた午後
앨범 《MISSLIM》에서.
3. 바닷바람에 흩어져潮風にちぎれて
싱글 〈바닷바람에 흩어져〉에서.
4. 태어난 거리에서生まれた街で
앨범 《MISSLIM》에서.
5. 소등비행消灯飛行
싱글 〈바닷바람에 흩어져〉에서.

- 작사·작곡 : 아라이 유미, 마쓰토야 유미 (A-1, A-5, B-3, B-5), 편곡 : 마쓰토야 마사타카, 아라이 유미&캬라멜마마 (A-4)